# Action (série télévisée)
Pour les articles homonymes, voir Action.
Action est une série télévisée américaine, en 13 épisodes de 30 minutes, créée par Chris Thompson dont huit épisodes ont été diffusés entre le 16 septembre 1999 et le 2 décembre 1999 sur le réseau FOX. Les 5 épisodes restants ont été diffusés en 2000 sur FX.
En France, la série a été diffusée à partir de 2001 sur Jimmy.

## Synopsis
À Hollywood, on vous juge à la quantité d'argent que vous a rapporté votre dernier film. Afin de rebondir après son dernier flop, Slow Torture, dont les effets pyrotechniques flamboyants et les scènes érotiques à profusion n'ont pas réussi à attirer les foules, Peter Dragon n'a d'autre choix que de se rattraper avec sa nouvelle production. Il fait donc appel à Wendy Ward, une ex-enfant star devenue prostituée, pour l'aider dans sa tâche.
Les épisodes vont donc chronologiquement voir notre producteur trouver un scénario, grâce à sa prostituée, sortir un acteur d'une cure de désintoxication afin qu'il tienne le haut de l'affiche avec une ex-actrice fraîchement « liposucée », sortir un ancien réalisateur des plages de Copacabana où il s'adonnait à des plaisirs interdits et embaucher une attachée de presse afin de corriger l'image satanique dans laquelle la nation le tient fermement depuis qu'il a souhaité, lors d'une audience à la Cour Suprême, que la « nation attrape le cancer ».

## Distribution

### Personnages principaux
- Jay Mohr (VF : Pierre Tessier) : Peter Dragon
- Illeana Douglas (VF : Josiane Pinson) : Wendy Ward
- Jarrad Paul (VF : Vincent Ropion) : Adam Rafkin
- Jack Plotnick (VF : Tanguy Goasdoué) : Stuart Glazer
- Buddy Hackett (VF : Philippe Dumat) : Uncle Lonnie

### Personnages secondaires
- Lee Arenberg (VF : Pierre Dourlens) : Robert « Bobby G » Gianopolis
- Cindy Ambuehl (VF : Ariane Deviègue) : Jane Dragon Gianopolis
- Sara Paxton (VF : Airelle Carola) : Georgia Dragon
- Fabrizzio Filippo (VF : Adrien Antoine) : Holden Van Dorn
- Erin Daniels (VF : Chloé Berthier) : Jenny
- Eddy Saad (VF : Bernard Métraux) : Momo Shabong
- R. Lee Ermey (VF : Michel Barbey) : Titus Scroad
- Jennifer Lyons (VF : Dominique Vallée) : Reagan Lauren Bush

De nombreux acteurs ont fait des apparitions au fil des épisodes, parmi lesquels : Keanu Reeves, Sandra Bullock, Salma Hayek, Tony Hawk...

## Épisodes
1. Le Producteur et la putain (Pilot)
2. Devine qui vient bosser avec nous ? (Re-enter the Dragon)
3. Fric ou voyou ? (Blood Money)
4. Une étoile est gay (Blowhard)
5. M. Dragon au Sénat (Mr. Dragon Goes To Washington)
6. Nous irons tous en enfer (Twelfth Step To Hell)
7. Mon père, ce zéro (Dragon's blood)
8. Le bon, l'obèse et le camé  (Love sucks)
9. Le coup du crapaud  (Strong sexual content)
10. Sexe, et autres complications de tournage  (Lights, camera, action)
11. Y a-t-il un réalisateur dans la piscine ?  (Dead man floating)
12. Les risques du métier de producteur  (One easy piece)
13. Elephant girl  (The Last ride of the Elephant Princess)

## Commentaires
Action est une des premières séries politiquement incorrectes de la fin des années 1990. Sexiste, homophobe, raciste, vulgaire mais néanmoins finement écrite et drôle, elle ne dresse pas un portrait très flatteur d'Hollywood  et critique la tendance grandissante de l'industrie cinématographique de devenir un business plus qu'un art.
Ayant souffert d'un mauvais créneau horaire dans sa diffusion, la série n'a pas trouvé son public et s'est arrêtée après seulement treize épisodes. Seulement les huit premiers furent diffusés sur FOX en 1999, le huitième se finit d'ailleurs par la crise cardiaque et la mort du personnage principal : Peter Dragon.
L'idée originale de la série était de faire une saison entière consacré au making of Beverly Hills Gun Club et ensuite de réellement diffuser le film sur la Fox.